# Wykroty (Basse-Silésie)
Pour les articles homonymes, voir Wykroty.
Wykroty est une localité polonaise de la gmina de Nowogrodziec, située dans le powiat de Bolesławiec en voïvodie de Basse-Silésie.